# Cherokee (canción)
"Cherokee" es un sencillo de 1987 lanzado por la banda sueca de hard rock Europe. Fue el cuarto sencillo lanzado internacionalmente del álbum The Final Countdown, y fue el número 72 en el Billboard Hot 100 en Estados Unidos.
La canción fue escrita por el vocalista Joey Tempest en 1985, y fue de hecho la última canción escrita para el álbum. El video para "Cherokee" fue filmado en septiembre de 1987, en la provincia de Almería, España. Fue filmado cerca de un kilómetro de donde Sergio Leone rodó el famoso spaghetti western de Clint Eastwood, Por un puñado de dólares. Cuando se filmaba la escena donde los caballos corren a través del valle, alguien accidentalmente incendió algunos arbustos cercanos al set. El equipo entero de cámaras, incluyendo a miembros de la banda, tuvieron que luchar contra el fuego excavando rápidamente una zanja alrededor del fuego para detener su expansión. Históricamente, el video es muy inexacto. Mostraba a los cheroqui como indios de las planicies, viviendo en tipis en el desierto. Los cheroqui originalmente vivían en los sureños y arbolados Montes Apalaches. Fueron forzados a mudarse a las onduladas y arboladas colinas de Oklahoma oriental. Los cheroqui nunca usaron tipis.
El 30 de julio de 2007, "Cherokee" y "The Final Countdown" fueron usados en un previo para Superbad seguido por WWE Raw.
Al inicio de la canción, el baterista Ian Haugland dice: "Nu ska vi spela!" que significa "Vamos a tocar ahora" en sueco.

## Versiones cover
"Cherokee" fue tomada como muestra en la canción "I Believe" del dúo francés de electropop Galleon.

## Personal
- Joey Tempest − vocalista
- John Norum − guitarras
- John Levén − bajo eléctrico
- Mic Michaeli − teclados
- Ian Haugland − batería
- Antonio López − jinete indio

## Posiciones en los gráficos
| Año  | Lista             | Máximo | Ref.  |
| ---- | ----------------- | ------ | ----- |
| 1987 | Billboard Hot 100 | 72     | [ 2 ] |